# Tetragnatha quechua
Tetragnatha quechua là một loài nhện trong họ Tetragnathidae.
Loài này thuộc chi Tetragnatha. Tetragnatha quechua được Ralph Vary Chamberlin miêu tả năm 1916.